# 广佛肇高速公路
广州－佛山－肇庆高速公路（简称广佛肇高速，粤高速编号：S8）是广东省境内连接广州市，佛山市和肇庆市的高速公路，全长约256公里，呈东西走向。2021年4月25日全线通车。
2017年，广东省交通运输厅对高速公路网路线命名和编号作出调整，现在广佛肇高速由凤凰山隧道、华南快速干线三期和新建的一期二期组成。起点位于广州市黄埔区萝岗立交，与济广高速和京港澳高速相接；终点位于肇庆市封开县江口镇，与广西壮族自治区相接。

## 建设
广佛肇高速划分两个项目立项建设。

### 肇庆大旺－肇庆封开江口段
本段起于肇庆市大旺，与二广高速公路相连，途经四会市、鼎湖区、端州区、高要区禄步镇、德庆县，终于肇庆市封开县，并伸接广西境内的梧柳高速公路，长约174.9公里。项目投资约212.9亿元人民币，2013年6月28日开工，2016年12月28日通车。

#### 建设节点
2013年4月9日，广东省发展改革委员会核准批复。
2013年6月28日，贺江大桥等10个先行工程陆续动工，北岭山隧道洞口工程开始建设，同年8月完毕，开始隧道开挖。
2013年8月6日，广佛肇高速下穿贵广铁路工程开始建设。
2013年12月11日，肇庆端州段开始建设。
2015年11月19日，项目占用广东省三防物资储备中心迁建工程招标。
2016年3月28日，鼎湖山一号隧道单边贯通。
2016年7月20日，德庆连接线开始建设。
2016年7月25日，德庆段开始铺设沥青路面。
2016年7月28日，鼎湖山二号隧道（全线最后一座未开通隧道）即将完工。
2016年10月2日，徐少华副省长视察广佛肇高速项目。
2016年10月14日，工程进入收尾阶段。
2016年12月6日，袁宝成副省长视察鼎湖服务区。
2016年12月24日，高速公路建设者及家属进行“庆通车千人健步行”活动。
2016年12月28日上午11时18分，广佛肇高速公路开通。

### 广州白云石井－肇庆大旺段
本段起于广州市白云区石井，途经佛山市南海区，佛山市三水区，并与佛山一环高速公路共线，终于肇庆市大旺，长约48.7公里，连接华南快速干线三期终点。项目投资约123.92亿元人民币，2017年陆续开工，采用建成一段通车一段方式推进。

#### 广州段
本段长约4.5公里，起于新和互通，终于里水互通。2016年5月18日，通过评审；于2020年12月28日建成通车。

#### 佛山段
本段长约16.7公里，起于里水互通，终于官窑互通。2015年12月28日开工建设；2019年底建成通车。

#### 肇庆段
本段长约5.2公里，起于官窑互通，终于沙沥立交。2016年12月25日开工建设；2021年4月25日通车。

## 互通枢纽及服务设施
| 地区                                                                                         | 里程 | 类型                              | 名称          | 连接                            | 说明                 |
| -------------------------------------------------------------------------------------------- | ---- | --------------------------------- | ------------- | ------------------------------- | -------------------- |
| 广州市 黄埔区                                                                                |      | 枢纽 · 出入口                     | 萝岗          | 广州北二环高速公路 广惠高速公路 |                      |
| 广州市 黄埔区                                                                                |      | 隧道                              | 长龙隧道      | 长龙隧道                        |                      |
| 广州市 黄埔区                                                                                |      | 出入口                            | 黄麻          | 广汕公路                        |                      |
| 广州市 黄埔区                                                                                |      | 隧道                              | 牛鼻山隧道    | 牛鼻山隧道                      |                      |
| 广州市 天河区                                                                                |      | 隧道                              | 凤凰山隧道    | 凤凰山隧道                      |                      |
| 原华快三期高速路段                                                                           |      |                                   |               |                                 |                      |
| 广州市 天河区                                                                                |      | 枢纽                              | 春岗          | 广河高速公路 华南快速路         |                      |
| 广州市 天河区                                                                                |      | 隧道                              | 石陂隧道      | 石陂隧道                        |                      |
| 广州市 白云区                                                                                |      | 出入口                            | 沙太          | 沙太路 同宝路                   |                      |
| 广州市 白云区                                                                                |      | 出入口                            | 同和          | 广州大道北                      |                      |
| 广州市 白云区                                                                                |      | 出入口                            | 永泰          | 白云大道                        |                      |
| 广州市 白云区                                                                                |      | 出入口                            | 嘉禾          | 106国道                         |                      |
| 广州市 白云区                                                                                |      | 枢纽 · 出入口                     | 平沙          | 广州机场高速公路 广花一路       |                      |
| 广州市 白云区                                                                                |      | 出入口                            | 白云湖        | 棠棠路                          |                      |
| 广州市 白云区                                                                                |      | 出入口                            | 铁西          | 铁西                            | 预留                 |
| 广州市 白云区                                                                                |      | 枢纽 · 出入口                     | 朝阳          | 广清高速公路 鸦岗大道           |                      |
| 原佛山一环高速公路                                                                           |      |                                   |               |                                 |                      |
| 佛山市 南海区                                                                                |      | 枢纽 · 出入口                     | 里水          | 佛江高速公路 广和大桥           |                      |
| 佛山市 南海区                                                                                |      | 出入口                            | 里和路        | 里和路                          |                      |
| 佛山市 南海区                                                                                |      | 出入口                            | 桂和公路      | 桂和公路                        | 可往南国桃园         |
| 佛山市 南海区                                                                                |      | 出入口                            | 官里路        | 官里路                          |                      |
| 佛山市 南海区                                                                                |      | 出入口                            | 永安大道西    | 永安大道西                      | 可往南国桃园         |
| 佛山市 南海区                                                                                |      | 出入口                            | 官窑          | 官华路                          |                      |
| 佛山市 南海区                                                                                |      | 枢纽 · 出入口                     | 官窑立交      | 佛清从高速公路                  |                      |
| 广佛肇高速新建路段                                                                           |      |                                   |               |                                 |                      |
| 佛山市 南海区                                                                                |      | 出入口                            | 兴业          | 兴业北路 仁智大道               |                      |
| 佛山市 南海区                                                                                |      | 枢纽                              | 官窑互通      | 广州西二环高速公路              |                      |
| 佛山市 三水区                                                                                |      | 出入口                            | 新沙路        | 塘西大道 三溪大道 康福路        | 东行出口 西行入口    |
| 佛山市 三水区                                                                                |      | 出入口                            | 三水城东      | 西乐大道                        |                      |
| 佛山市 三水区                                                                                |      | 停车场 · 加油设施 · 修车站 · 餐厅 | 三水          | 三水                            |                      |
| 佛山市 三水区                                                                                |      | 出入口                            | 三水城西      | 南白公路                        |                      |
| 肇庆市 四会市                                                                                |      | 地界                              | 北江特大桥    | 北江特大桥                      | 跨佛山、肇庆市界大桥 |
| 肇庆市 四会市                                                                                |      | 出入口                            | 大旺东        | 大旺大道                        |                      |
| 肇庆市 四会市                                                                                |      | (80)                              | 沙沥          | 广贺高速公路                    |                      |
| 肇庆市 四会市                                                                                |      | 桥梁                              | 绥江特大桥    | 绥江特大桥                      |                      |
| 肇庆市 四会市                                                                                |      | (84)                              | 四会南        | 339乡道                         | 四會站               |
| 肇庆市 四会市                                                                                |      | 桥梁                              | 青歧涌特大桥  | 青歧涌特大桥                    |                      |
| 肇庆市 四会市                                                                                |      | (87)                              | 新基潭        | 江肇高速公路                    |                      |
| 肇庆市 鼎湖区                                                                                |      | (90)                              | 莲花          | 260省道                         |                      |
| 肇庆市 鼎湖区                                                                                |      | 停车场 · 加油设施 · 修车站 · 餐厅 | 鼎湖山服务区  | 鼎湖山服务区                    |                      |
| 肇庆市 鼎湖区                                                                                |      | (101)                             | 肇庆新區 院主 | 東進大道 0橫十三路              |                      |
| 肇庆市 鼎湖区                                                                                |      | 隧道                              | 白石隧道      | 白石隧道                        |                      |
| 肇庆市 鼎湖区                                                                                |      | (107)                             | 鼎湖          | 水坑大道 广海路 创业路          | 可往鼎湖桂城、鼎湖山 |
| 肇庆市 鼎湖区                                                                                |      | 隧道                              | 鼎湖山隧道    | 鼎湖山隧道                      |                      |
| 肇庆市 端州区                                                                                |      | (118)                             | 端州          | 321国道 0星湖大道 0端州路       | 端州站 可前往七星岩  |
| 肇庆市 端州区                                                                                |      | 隧道                              | 北岭山隧道    | 北岭山隧道                      |                      |
| 肇庆市 端州区                                                                                |      | (126)                             | 小湘          | 321国道                         | 可往广东省端州产业园 |
| 肇庆市 端州区                                                                                |      | 隧道                              | 黎壁山隧道    | 黎壁山隧道                      |                      |
| 肇庆市 端州区                                                                                |      | 枢纽                              | 桔材          | 肇明高速公路                    |                      |
| 肇庆市 高要区                                                                                |      | 停车场 · 飲料小吃                 | 笋围停车区    | 笋围停车区                      |                      |
| 肇庆市 高要区                                                                                |      | (141)                             | 禄步          | 264省道                         |                      |
| 肇庆市 高要区                                                                                |      | 枢纽                              |               | 汕湛高速清云段                  | 无出口               |
| 肇庆市 高要区                                                                                |      | (147)                             | 西角          | 汕湛高速清云段                  | 有出口               |
| 肇庆市 高要区                                                                                |      | 隧道                              | 罗仔山隧道    | 罗仔山隧道                      |                      |
| 肇庆市 德庆县                                                                                |      | (163)                             | 播植          | 265省道                         |                      |
| 肇庆市 德庆县                                                                                |      | 停车场 · 加油设施 · 修车站 · 餐厅 | 播植服务区    | 播植服务区                      |                      |
| 肇庆市 德庆县                                                                                |      | 隧道                              | 长达岭隧道    | 长达岭隧道                      |                      |
| 肇庆市 德庆县                                                                                |      | (185)                             | 高良          | 352省道                         |                      |
| 肇庆市 德庆县                                                                                |      | 停车场 · 飲料小吃                 | 高良停车区    | 高良停车区                      |                      |
| 肇庆市 德庆县                                                                                |      | (201)                             | 德庆          | 234国道                         |                      |
| 肇庆市 德庆县                                                                                |      | 停车场 · 飲料小吃                 | 宾村停车区    | 宾村停车区                      |                      |
| 肇庆市 德庆县                                                                                |      | 隧道                              | 独屋隧道      | 独屋隧道                        |                      |
| 肇庆市 德庆县                                                                                |      | (214)                             | 回龙          | 960乡道                         |                      |
| 肇庆市 德庆县                                                                                |      | 隧道                              | 罗日免隧道    | 罗日免隧道                      |                      |
| 肇庆市 封开县                                                                                |      | 枢纽 · 出入口                     | 欧垌          | 怀阳高速公路                    |                      |
| 肇庆市 封开县                                                                                |      | 隧道                              | 谷尾咀隧道    | 谷尾咀隧道                      |                      |
| 肇庆市 封开县                                                                                |      | (230)                             | 谷圩          | 266省道                         |                      |
| 肇庆市 封开县                                                                                |      | 停车场 · 加油设施 · 修车站 · 餐厅 | 封开服务区    | 封开服务区                      |                      |
| 肇庆市 封开县                                                                                |      | (235)                             | 封开东        | 427县道                         |                      |
| 肇庆市 封开县                                                                                |      | 隧道                              | 大要顶隧道    | 大要顶隧道                      |                      |
| 肇庆市 封开县                                                                                |      | 隧道                              | 蛇咀一号隧道  | 蛇咀一号隧道                    |                      |
| 肇庆市 封开县                                                                                |      | 隧道                              | 蛇咀二号隧道  | 蛇咀二号隧道                    |                      |
| 肇庆市 封开县                                                                                |      | 隧道                              | 冷水顶隧道    | 冷水顶隧道                      |                      |
| 肇庆市 封开县                                                                                |      | (251)                             | 封开西        | 535省道 450县道                 | 港澳入境车辆必须驶出 |
| 肇庆市 封开县                                                                                |      | (254)                             | 省界梧肇      | 梧柳高速公路                    | 西行离粤入桂         |
| 1.000 英里 = 1.609 千米；1.000 千米 = 0.621 英里 并行路段 • 已关闭／取消 • 限制进入 • 未开放 |      |                                   |               |                                 |                      |